# Monte Fuga
Il Monte Fuga, 658,5  , è una delle cime dei monti Aurunci/ Vescini, nel Lazio, nella provincia di Frosinone, nel comune di Sant'Andrea del Garigliano.